# 漢南洞
漢南洞（：／ Hannam dong */?）是位於韓國首爾特別市龍山區的一个洞，位于龍山區東部。

## 概况
二村洞靠近漢江，西面與普光洞和梨泰院洞相接。漢南大路貫穿該區域南北，並與漢南大橋相連。自2010年以後，該區域的餐館、咖啡廳、酒吧的數量日益增長。此外亦有大量外國人居住在此，多為企業高管和外交官。
由原外長公館改建成的韓國總統官邸也在漢南洞。

## 下辖法定洞
- 漢南洞

## 建筑
- 首爾中央清真寺
- 泰國駐韓大使館
- 首爾德國學校[4]
- 首爾漢南初等學校[5]
- 首爾普光初等學校
- 首爾龍山國際學校
- 東國大學
- 首爾德威學院[6]

## 交通
鐵路
- 京元線（●首都圈電鐵京義·中央線）：漢南站
- ●首尔地铁6号线：漢江鎮站

公路
- 漢南大橋
- 漢南大路
- 南山1號隧道